# Muttertag (Roman)
Der Kriminalroman Muttertag ist der neunte Band aus der Bodenstein-Kirchhoff-Reihe der deutschen Schriftstellerin Nele Neuhaus, der in der Taunusregion um Frankfurt am Main spielt.

## Handlung
Der Roman stellt den persönlichen Rachefeldzug eines komplexbeladenen, traumatisierten, aber hochintelligenten Psychopathen dar, der seine ausschließlich weiblichen Opfer immer nach dem gleichen Muster am Muttertag tötet, und reflektiert mehrere gesellschaftliche Problemfelder: die Unterbringung und Behandlung von Pflegekindern, die Suche von Kindern nach ihrer familiären Identität, Dominanz und Abhängigkeiten in der Familie.
Der Roman vereinigt von Beginn an drei Handlungsstränge (ein kleinerer vierter tritt am Schluss hinzu), die sich auch stilistisch unterscheiden: der innere Monolog des unbekannten Serienmörders, die Suche einer jungen Frau nach ihren wahren Eltern und die polizeiliche Aufklärung der Todesfälle als eigentliche Haupthandlung. Der Roman hat zunächst den Charakter eines
klassischen „Whodunit“-Krimis und wechselt etwa ab der Mitte in den Thriller-Modus. Die einzelnen Kapitel sind tageweise chronologisch geordnet, die Daten sind die Kapitelüberschriften.
Am 18. April 2017 wird in Königstein-Mammolshain die Leiche des verwitweten Fabrikanten Theodor Reifenrath (86 Jahre) mit einem durch Sturz verursachten Schädelbasisbruch gefunden. Das Ermittlungskommando K11 von der Kripo in Hofheim entdeckt in einem Zwinger den fast verdursteten Hund des Toten, der mehrere Tage ohne Futter dort eingesperrt war und auf der Suche nach Essbarem einige Knochen herausgescharrt hat, die sich als menschliche Knochen erweisen. Unter der Betonplatte des Zwingers werden daraufhin drei Frauenleichen gefunden. Zunächst fällt der Tatverdacht auf den Toten selbst, den früheren Inhaber eines ererbten, aber später in die Insolvenz gegangenen Mineralwasserbetriebs.
Reifenrath hatte auf seinem weitläufigen Anwesen am Rande von Mammolshain, einem ehemals von Nonnen geführten Kinderheim, das von den Nationalsozialisten aufgelöst und an seinen Vater verkauft worden war, seit den 1960er Jahren zusammen mit seiner drei Jahre
älteren Ehefrau Rita Pflegekinder aufgenommen, nicht aus Nächstenliebe, sondern weil sie das vom Jugendamt gezahlte Unterhaltsgeld benötigten. Rita Reifenrath galt nach außen hin als fürsorgliche Pflegemutter, die für ihre Leistungen sogar das
Bundesverdienstkreuz bekam, tatsächlich aber hatte sie ungehorsame Kinder mit sadistischen Methoden bestraft, z. B. durch Untertauchen in der Badewanne, durch Einsperren in die Tiefkühltruhe oder durch Einwickeln in Frischhaltefolie. Ihren Ehemann hatte sie viele Jahre lang systematisch erniedrigt und gedemütigt, die äußerlich intakte Ehe war tatsächlich eine Art „Psycho-Hölle“. In dieser hasserfüllten Atmosphäre wuchsen die leibliche Tochter der Reifenraths und die Pflegekinder auf. Die Tochter starb in Berlin an einer Heroinüberdosis, wonach ihr nichtehelicher Sohn Fridtjof ebenfalls von seinen Großeltern in Mammolshain aufgenommen wurde.
Bei den Kindern bildeten sich Hierarchien aus: Fridtjof und sein Freund Joachim genossen Privilegien, erhielten anders als die übrigen Kinder Einzelzimmer, einen Computer und eine bessere Schulbildung auf dem Gymnasium.
Rita Reifenrath verschwand im Mai 1995 spurlos, ein offiziell angenommener Suizid wurde aber von manchen angezweifelt. Bei den Ermittlungen in Mammolshain wird schon bald eine vierte Frauenleiche in einem verlassenen Brunnenschacht auf dem Reifenrath-Anwesen gefunden, die sich als Rita Reifenrath herausstellt; sie war einer Schussverletzung erlegen. Die anderen drei Frauen wurde jedoch auf andere Art, aber jeweils in gleicher Weise getötet: nachdem man sie völlig in eine dichtanliegende Frischhaltefolie eingewickelt hatte, wurden sie ertränkt, danach unter Tiefkühlung aufbewahrt und später vergraben.
Das K11-Team um Oliver von Bodenstein und Pia Sander ermittelt die Identitäten der Mordopfer. Sie verschwanden zwischen 1991 und 1996 jeweils in der ersten Maihälfte. Nach 16 Jahren fand die Mordserie ab 2012 jedoch eine Fortsetzung mit offensichtlich gleichem Tatablauf, wobei die Tat immer zeitnah zum Muttertag stattfand. Bodenstein und Sander befürchten, dass es am 14. Mai, dem Muttertag des Jahres 2017, erneut zu einer Mordtat kommen könnte, und stehen daher unter starkem Zeitdruck.
Die Täterschaft des zunächst verdächtigten Theo Reifenrath ist für die Morde ab 2012 wegen seines Alters unwahrscheinlich. Der Verdacht fällt daher auf den Kreis der ehemaligen Pflegekinder und seinen Enkel. Zunächst konzentrieren sich die Ermittlungen auf Claas Reker, der sich als Ältester und Stärkster an der Züchtigung und Erniedrigung der anderen Kinder beteiligt hatte. Als am 10. Mai 1981 das Nachbarskind Nora Bartels in einem nahegelegenen Waldteich ertränkt wurde – diese Episode wird zu Beginn des Romans erzählt –, geriet er sofort in Verdacht und musste seine Pflegefamilie verlassen. Von diesem traumatischen Erlebnis schwer gezeichnet wurde er verhaltensauffällig und landete schließlich für einige Jahre in der Psychiatrie, aus der er einige Zeit vor den jetzigen Mordermittlungen wieder entlassen wurde. Er fand eine Anstellung als Hilfsarbeiter im Flughafen Frankfurt, wo er vom K11-Team verhört wird. Da er sich aber während der Zeit der ab 2012 begangenen Morde nicht auf freiem Fuß befunden hat, kommt er für diese jüngsten Morde nicht in Frage. Danach gerät der Enkel Fridtjof Reifenrath, ein erfolgreicher Unternehmer, ins Visier. Einerseits fällt ihm ein Teil von Reifenraths Erbe zu, andererseits hatte er ein privates Waffenlager auf Reifenraths Anwesen versteckt, und seine Fingerabdrücke finden sich auf der Waffe, mit der seine Großmutter getötet wurde. Bei seiner Verhaftung gibt Fridtjof an, dass es sein betrunkener Großvater war, der seine Frau am Muttertag 1995 bei einem Streit erschoss, nachdem sie ihn extrem gereizt hatte. Fridtjof selbst half zusammen mit seinem Freund Joachim Vogt bei der Beseitigung der Leiche und der Vortäuschung des Selbstmords.
Das K11 vermutet, dass weitere nach dem gleichen Muster zwischen 1988 und 1997 begangene Taten in Verbindung mit dem Serienmord stehen. Bei den Ermittlungen hilft ein Profiler des FBI, der die Mordserie einem einzigen Täter zuordnet, der vermutlich mit den jeweiligen Morden ein erlittenes Trauma zu bewältigen versucht. Die einzige Gemeinsamkeit aller ermordeten Frauen besteht darin, dass sie ein von ihnen geborenes Kind weggegeben hatten.
Nun verknüpft sich der Erzählstrang über Fiona Fischer mit dem Geschehen. Sie lebt in Zürich, wo ihre sie alleinerziehende, geschiedene Mutter kürzlich verstorben ist. Fiona sucht danach nach ihrem Vater, findet ihn und erfährt von ihm, dass weder er der biologische Vater ist noch seine Ex-Frau ihre Mutter war. Vielmehr hatte diese Fiona kurz nach ihrer Geburt durch Vermittlung der Ärztin Dr. Martina Siebert zu sich genommen und den Vater in einer Scheinehe zweckgebunden geheiratet, um eine „natürliche“ Geburt vorzutäuschen. Der Vater wusste von dem illegalen Deal mit der Ärztin, ihm diente die Scheinehe zum Erwerb der schweizerischen Staatsbürgerschaft. Fiona macht die Ärztin ausfindig, die sie zunächst abwimmeln will, aber als Fiona mit einer standesrechtlichen Anzeige droht, erzählt sie ihr die wahre Geschichte. Ihre Mutter hatte bei der ungewollten Schwangerschaft den Termin zum Abbruch verpasst, wollte das Kind aber auf keinen Fall, da es ihre Karriereplanung gefährdete, und wollte auch keinen aktenkundigen Adoptionsvorgang. Da sie mit der Ärztin befreundet war, fädelte diese den illegalen Deal mit dem Schwangerschaftsbetrug ein. Sie nennt auch den Namen der Mutter: die Psychologin Dr. Katharina „Kim“ Freitag.
Kim Freitag entpuppt sich als Schlüsselfigur im Geschehen. Sie ist nicht nur die gesuchte Mutter, sondern auch die Schwester der Kommissarin Pia Sander, die den Umgang mit ihr als schwierig empfindet, zeitweise bestand nur wenig Kontakt zwischen beiden. Drittens ist sie die Lebensgefährtin von Kriminaldirektorin Dr. Nicola Engel, der Vorgesetzten von Pia Sander, zu der sie ein angespanntes dienstliches Verhältnis hat. Viertens hatte Kim Freitag das Gutachten verfasst, auf Grund dessen Claas Reker in die Psychiatrie eingewiesen wurde. Dieser hatte nach seiner Freilassung gedroht, sich an allen Personen zu rächen, die ihm die Freiheit genommen hätten, also auch an Dr. Freitag. Er sucht ihre Wohnung auf, wartet und wird später dort ermordet aufgefunden, während Kim Freitag verschwunden bleibt.
Der K11 gelingt es zunächst nicht, den Verdacht gegen eine Person aus dem fraglichen Kreise zu erhärten. Die Ermittlung nimmt Fahrt auf, als man sich näher mit dem Umfeld der Opfer beschäftigt. Der Ehemann einer der ermordeten Frauen hatte in ihrem Nachlass einen Briefwechsel mit Rita Reifenrath gefunden, aus dem hervorgeht, dass seine Frau Ritas „Pflegekindunternehmen“ unterstützte, weiterhin, dass ihr eigener vorehelicher Sohn dort lebte, den sie alljährlich am Muttertag dort besuchte, bis er elf Jahre alt war. Dieser Junge war Fridtjofs enger Freund Joachim Vogt.
Man stößt auf einen weiteren Mordfall, der sich im August 1987 auf Kreta ereignete, als eine französische Rucksacktouristin ermordet wurde. Zur gleichen Zeit feierten dort Fridtjof Reifenrath, Joachim Vogt und andere ihr bestandenes Abitur.
Eine weitere Verbindung von Kim Freitag zum Geschehen wird offenbar, als Pia Sanders herausfindet, dass ihre Schwester Kim während ihres Studiums in Frankfurt eine leidenschaftliche Affäre mit Fridtjof Reifenrath hatte, in den sie sehr verliebt war. Fridtjof hingegen hatte das Mädchen lediglich sexuell ausgenutzt. 1994 traf ihn Kim auf einer Party wieder, auf der sie zunächst sexuellen Kontakt hatten. Später am Abend verkündete er seine Verlobung mit einer anderen Frau, wodurch sich Kim gedemütigt fühlte und sich betrank. Joachim nutzte ihren hilflosen Zustand aus, um sie zu vergewaltigen, so dass als Vater ihres danach geborenen Kindes, der späteren Fiona Fischer, sowohl Fritdtjof als auch Joachim in Frage kommen. Die tatsächliche Vaterschaft wird bis zum Romanende nicht geklärt.
Fiona Fischer selbst plant vor ihrer Rückreise nach Zürich noch einen weiteren Besuch bei Martina Siebert. Sie trifft sie nicht an, aber ihr Mann empfängt sie freundlich. Durch einen Telefonanruf, den Fiona zufällig mitbekommt, erfährt sie, dass Martina sich bereits in Spanien an ihrer neuen Arbeitsstelle befindet. Fiona ahnt die Falle, aber es gelingt ihr nicht mehr, aus dem Haus zu
entkommen. Sie bleibt in der Gewalt des Mannes von Martina Siebert, bei dem es sich um Joachim Vogt handelt, was Pia Sander inzwischen auch herausbekommen hat. Alles deutet darauf hin, dass Joachim Vogt der Serientäter ist. Bei einer Durchsuchung seines Hauses findet man versteckte und eindeutig identifizierbare „Trophäen“ wie Haarsträhnen oder einen Schlüsselbund, welche der Mörder den
Opfern abgenommen hatte. Die Polizei vermutet zutreffend, dass er auch die verschwundene Kim Freitag in seine Gewalt gebracht hatte, die genau seinem Opferschema entsprach; Martina Siebert hatte ihrem Mann nichtsahnend die Geschichte von der Schwangerschaftstäuschung erzählt.
Nun nimmt die Handlung in thrillerartigem Modus rasch Fahrt auf. Beide Frauen, Kim und ihre Tochter Fiona, schweben vermutlich in Lebensgefahr. Die eingestreuten Kapitel mit den inneren Monologen des Täters sind eindeutig. Er hat beide Frauen wie seine anderen Opfer ebenfalls in Folie eingewickelt und unbeweglich gemacht, in der festen Absicht sie zu töten. Da die Frauen im Vogtschen Hause nicht gefunden werden, nimmt die Polizei an, dass sich ihr Versteck in der Nähe seines Arbeitsplatzes am Frankfurter Flughafen befindet, in dem Vogt die IT-Abteilung leitet. Das Versteck wird in den unterirdischen, labyrinthischen Räumlichkeiten des Flughafens vermutet. Der Showdown gewinnt seine Dramatik aus dem inneren Monolog, in dem Vogt darlegt, welche Vorkehrungen er getroffen hat, um die Betriebsabläufe und das Sicherungssystem des Flughafens von seinem Handy aus außer Kraft zu setzen. Während die Polizei auf dem Flughafengelände fieberhaft sucht, fallen die ersten Sicherheitsysteme aus, was die Sicherheitsexperten des Fraports zunächst nicht ernst nehmen. Schnell wird aber deutlich, dass die Lahmlegung der gesamten Flughafen-IT vermutlich nicht zu verhindern sein wird. Der Flughafen wird unbrauchbar, sämtliche Maschinen müssen umgeleitet werden.
In einem weiteren Handlungsstrang wird ein Langstreckenflug geschildert, der infolge einer fehlerhaften Pilotenentscheidung nur mit der letzten Kerosinreserve in Frankfurt ankommt und nicht mehr umgeleitet werden kann. Die Maschine muss in völliger Dunkelheit ohne jegliche Navigationsunterstützung landen, was zwar gelingt, aber die entscheidende Phase des polizeilichen Zugriffs auf Joachim Vogt stört. Vogt wird angeschossen und gibt das Versteck der beiden Frauen, die er versteckt hält, nur nach einem Trick preis.
Als die anwesenden IT-Experten des Fraports das Chaos nicht in den Griff bekommen, hat Bodenstein die rettende Idee in der Person des IT-Experten van den Berg, dessen Name allen IT-Leuten ein Begriff ist. Dieser Deus ex machina lebt zufälligerweise auch im Raum Frankfurt und ist glücklicherweise gleich und problemlos erreichbar, da er der Schwiegersohn von Pia Sanders Ehemann Christoph aus erster Ehe ist. Er kümmert sich um das Problem, das schnell gelöst wird, wobei nicht klar wird, ob es letztlich an van den Berg liegt oder an Vogt, der bei seinem Zerstörungswerk nicht alles bedacht hat oder vor der finalen Zerstörung doch noch zurückgeschreckt ist, weil er sein Lebenswerk nicht zerstören wollte.
Nach Vogts Angaben können die beiden versteckten Frauen gefunden und befreit werden. Zum Schluss entkrampft sich auch das Verhältnis von Pia Sander zu ihrer Vorgesetzten Dr. Engel.

## Stil des Romans
Der Kriminalroman Muttertag entführt den Leser in die dunklen Abgründe Hessens. Es ist der persönliche Rachefeldzug eines Psychopathen gegen Frauen, der am Muttertag seine weiblichen Opfer entführt und ertränkt. Nele Neuhaus arbeitet in einem flüssigen und schnörkellosen Schreibstil mit Erzählsträngen aus drei Perspektiven: die Ermittlungsarbeiten des K11 um Bodenstein und Sander, die Geschichte des Täters aus der Ich-Perspektive und die Schweizerin Fiona Fischer, die auf der Suche nach der leiblichen Mutter ist.
Das Buch ist als klassischer und gut recherchierter Kriminalroman konzipiert, welcher die Ermittlungsarbeiten des K11 behandelt. Zeitsprünge zwischen den Kapiteln werden mit Datumsangaben gekennzeichnet. Der Spannungsbogen wird bis zum großen Finale und Showdown auf dem Frankfurter Flughafen kontinuierlich aufrechterhalten.

## Einordnung in das Werk der Autorin
Nele Neuhaus nennt im Vorwort den Ausspruch des englischen Schriftstellers W. H. Auden:

„Evil is unspectacular and always human, and shares our bed and eats at our own table. - Das Böse ist unspektakulär und stets menschlich, es teilt unser Bett und sitzt mit uns am Tisch.“

Die Autorin war durch die Taten des mutmaßlichen Serienmörders Manfred Seel inspiriert, der ebenfalls ein Doppelleben vorspielte, eine Fassade, um seine wahren Neigungen vor den Mitmenschen zu verbergen.  Seels Tochter entdeckte Leichenteile in der Garage ihres verstorbenen Vaters, was Nele Neuhaus die Idee für ihren Roman lieferte.

„„Nicht seine Taten waren für mich interessant, sondern die Tatsache, dass dieser Mann hinter einer bürgerlichen Fassade über Jahrzehnte ein Doppelleben geführt hat – einerseits unzählige Frauen bestialisch ermordet hat und zugleich zumindest nach außen ein normales Familienleben geführt hat. Wie kann ein Mensch so etwas schaffen? Wie ist es möglich, dass seine Familie nichts bemerkte? Dies ist mein Ansatz““

Ihre Figuren nehmen sogar direkt und namentlich Bezug auf den mutmaßlichen „Hessen-Ripper“ aus Schwalbach:

„„Die Opfer von Manfred Seel gehörten alle einer Hochrisikogruppe an, an die vergleichsweise leicht heranzukommen ist.“, sagte Bodenstein.“

Der Titel Muttertag ist im weiteren Sinne die Fortsetzung von Band 8, Im Wald, bei dem jetzt die Ermittlerin Pia Sander im Vordergrund steht.

## Verkaufserfolg
Nele Neuhaus Muttertag gelangte kurz nach Erscheinen im Jahr 2018 auf den ersten Platz der Belletristik-Hardcover-Charts. Die Premierelesung des Kriminalromans fand am 26. November 2018 in der Stadthalle von Hofheim statt. „Muttertag“ gehört damit zu den meistverkauften Büchern im Dezember 2018 in diesem Segment.

## Verfilmung
Der Kriminalroman wurde im Jahr 2021 unter dem Titel Muttertag – Ein Taunuskrimi unter der Regie von Felix Herzogenrath zweiteilig verfilmt und erstmals im Februar 2022 auf ZDF ausgestrahlt.

## Textausgaben
- Nele Neuhaus: Muttertag (Ein Bodenstein-Kirchhoff-Krimi, Band 9). 556 Seiten. Ullstein Hardcover. Berlin 2018. ISBN 978-3-550-08103-3.